# Estadio Corona (1970)
Estadio Corona rzadziej zwany Estadio Moctezuma – dawny piłkarski stadion zlokalizowany w meksykańskim mieście Torreón w stanie Coahuila. Był jednym z najmniejszych stadionów w Meksyku – posiadał 20 100 miejsc, co na tamtejsze realia jest bardzo małą liczbą. Estadio Corona był również siedzibą Santos Laguny, a jego nazwa pochodziła od popularnej marki piwa „Corona”. Na jego inaugurację Santos Laguna zagrała z innym meksykańskim zespołem – Chivas. Na stadionie tym nigdy nie został rozegrany ani jeden mecz mistrzostw świata ze względu na jego ograniczoną pojemność i wyposażenie. Mimo to w 2004 roku odbyło się nie nim kilka spotkań Copa Libertadores.
Estadio Corona został zburzony w 2009 roku, a na jego miejscu powstał nowy stadion Santos Laguny – Nueva Estadio Corona.